# 3 (разъезд)
3 (в неофициальных документах встречается вариант 3-й км) — разъезд (населённый пункт) в Сретенском районе Забайкальского края России. Входит в сельское поселение «Дунаевское».

## География
Населённый пункт находится в западной части района, возле впадения р. Куэнга в Шилку, на расстоянии примерно 40 километров (по прямой) на юго-запад от города Сретенска.
Протяжённость границ разъезд 3-й км — 1 345 м, площадь земель — 0,12 км2.
Климат
Климат характеризуется как резко континентальный с продолжительной холодной малоснежной зимой и коротким тёплым летом. Среднегодовая температура воздуха составляет −5,3 — +3 °С. Средняя многолетняя температура самого холодного месяца (января) составляет −28 — −24 °С (абсолютный минимум — −55 °С), температура самого тёплого (июля) — 16 — 19 °С (абсолютный максимум — 40 °С). Безморозный период длится в течение 80 — 100 дней. Среднегодовое количество осадков — 350—400 мм.
Часовой пояс
Разъезд Шапка находится в часовой зоне МСК+6. Смещение применяемого времени относительно UTC составляет +9:00.

## История
Официальная дата основания 1897 год.

## Население
Постоянное население составляло 28 человек в 2002 году (русские 96 %), 24 человека в 2010 году.

## Инфраструктура
Путевое хозяйство РЖД. Действует остановочный пункт 3 км.
Электроснабжение осуществляется от общей энергосистемы «МРСК Сибири — Читаэнерго».

## Транспорт
Автомобильный и железнодорожный транспорт.
Поселенческие автодороги.